# Хельме, Мартин
Мартин Хельме (эст. Martin Helme, род. 24 апреля 1976, Таллин) — эстонский политик и публицист. Председатель Консервативной народной партии Эстонии с 4 июля 2020 года. Министр финансов Эстонии во втором правительстве Юри Ратаса в 2019—2021 гг.

## Биография

### Образование и карьера
Хельме учился в 13-й Таллинской средней школе, затем в 1995 году окончил Таллинскую гимназию для взрослых. В 2000 году окончил исторический факультет Тартуского университета.
В 2004—2007 годах был редактором международных новостей в эстонском издании «Delfi».
В 2008—2009 годах был руководителем проектов в Virumaa Muuseumid SA.
С 2009 по 2015 год был исполнительным директором издательства «Kunst».

### Политическая деятельность
В 2003 году Хельме возглавил Исследовательский центр Свободной Европы, который исследовал перспективы вступления Эстонии в ЕС.
На выборах в Европейский парламент в 2004 году Хельме, как индивидуальный кандидат получил 1475 голосов.
С 4 октября 2008 года по 30 апреля 2011 года Хельме был лидером Эстонского национального движения (эст. Eesti Rahvuslik Liikumine — ERL), а затем председателем правления ERL. Также возглавлял инициативную группу Эстонского национального консервативного союза.
19 апреля 2009 года Хельме повторно выдвинул кандидатуру на пост члена Европейского парламента. Выступая в качестве индивидуального кандидата, набрал 9840 голосов, или 2,5 % голосов, отданных в Эстонии.
На выборах в местные самоуправления в 2009 года Мартин баллотировался в Пярну в качестве первого номера избирательного союза «Aus Pärnu» (с эст. «Честный Пярну»). Он получил 528 голосов, но не был избран.
На выборах в Рийгикогу в 2011 году Хельме баллотировался как индивидуальный кандидат по округу № 2 (Кесклинн, Ласнамяэ, Пирита), набрав 1753 голоса, или 2,5 % голосов в этом округе. В парламент не прошёл.
С 2012 года является членом Консервативной народной партии Эстонии.
На выборах в местные самоуправления в 2013 году избирался в Городское собрание Таллина от партии, набрав 1596 голосов, но не был избран.
Мартин Хельме баллотировался на европейских выборах 2014 года и получил 9507 голосов.
На выборах в Рийгикогу 2015 года Мартин Хельме баллотировался от Консервативной народной партии Эстонии по избирательному округу № 3 (Мустамяэ и Нымме). Он получил 4296 голосов и был избран депутатом.
В 2015—2019 годах входил в Рийгикогу XIII созыва, являлся председателем фракции.
Эстонская Консервативная народная партия избрала Мартина Хельме своим новым председателем на съезде 4 июля 2020 года.